# Châtillon-sur-Thouet

Châtillon-sur-Thouet este o comună în departamentul Deux-Sèvres, Franța. În 2009 avea o populație de 2,814 de locuitori.